# Сареццо
Сареццо (італ. Sarezzo) — муніципалітет в Італії, у регіоні Ломбардія, провінція Брешія.
Сареццо розташоване на відстані близько 460 км на північний захід від Рима, 85 км на схід від Мілана, 16 км на північ від Брешії.
Населення — 13 589 осіб (2014).
Щорічний фестиваль відбувається 15 лютого. Покровитель — San Faustino.

## Демографія
Населення за роками:

Станом на 1 січня 2023 року в муніципалітеті офіційно проживало 1386 іноземців з 51 країни, серед них 234 громадяни країн Євросоюзу та 72 громадяни України.

## Уродженці
- Вінченцо Гверіні (*1953) — італійський футболіст, півзахисник, згодом — футбольний тренер.

## Сусідні муніципалітети
- Бріоне
- Гардоне-Валь-Тромпія
- Лумеццане
- Маркено
- Полавено
- Вілла-Карчина

## Міста-побратими
- Обераслак, Франція